# Yeonmi Park

## Yeonmi Park
Yeonmi Park (sau Park Yeon-mi; n. 4 octombrie 1993, Hyesan, RPDC) este o refugiată din Coreea de Nord, devenită mai târziu activistă pentru drepturile omului. Este, de asemenea autoare a unei lucrări autobiografice și este cunoscută ca una dintre cele mai faimoase transfuge nord-coreene din lume.

## Biografie
Yeonmi Park s-a născut pe 4 octombrie 1993, în Hyesan, provincia Ryanggang, Coreea de Nord (Republica Populară Democrată Coreeană – RPDC); tatăl - Park Jin-sik, iar mama - Byeon Keum-sook. Sora ei mai mare, Eun-mi, s-a născut în 1991. Tatăl ei, funcționar public care lucra la primăria din Hyesan ca membru al Partidului Muncitorilor din Coreea, aflat la guvernare, își suplimenta veniturile făcând contrabandă cu mărfuri din China. După ce tatăl ei a fost acuzat de contrabandă și trimis într-unul din lagărele de muncă — adevărate lagăre de exterminare - familia ei s-a confruntat cu foamea.
Yeonmi Park a evadat din Coreea de Nord trecând ilegal frontiera în China în 2007, împreună cu mama ei, dar au căzut în mâinile traficanților de carne vie, care vindeau nord-coreence pentru câteva sute de dolari unor țărani chinezi. Au reușit în cele din urmă să evadeze în Mongolia, traversând deșertul Gobi iarna. Iar de acolo, în 2009, au ajuns în Coreea de Sud, care li s-a părut un paradis terestru.
Yeonmi a devenit avocată a victimelor traficului de persoane din China și lucrează pentru a promova drepturile omului în Coreea de Nord și în întreaga lume. Ea a devenit o celebritate mondială de aceeași talie cu Malala Yusafzai după ce a ținut un discurs la summitul One Young World din 2014 de la Dublin, Irlanda — un summit anual care adună tineri din întreaga lume pentru a găsi soluții la probleme globale. Discursul ei, despre experiența evadării din Coreea de Nord, a avut 50 de milioane de vizualizări în următoarele două zile pe YouTube și mediile de socializare, totalizând mai mult de 80 de milioane de accesări. Memoriile ei, In Order to Live: A North Korean Girl's Journey to Freedom, au fost publicate în septembrie 2015 și traduse în română în același an cu titlul: Yeonmi Park - Drumul către libertate - Autobiografia unei refugiate din Coreea de Nord. În februarie 2023 a publicat o a doua carte autobiografică, While Time Remains: A North Korean Defector's Search for Freedom in America, care s-a vândut până în iunie 2023 în peste 130 mii de exemplare.

## Evadarea din iadul nord-coreean
Tatăl lui Yeonmi a fost arestat pentru comerț ilegal și condamnat la muncă silnică. Opinia ei despre Dinastia Kim s-a schimbat când a privit în 1997 DVD-ul adus ilegal cu filmul Titanic, care a făcut-o să realizeze natura opresivă a guvernului nord-coreean. Ea afirma că filmul a învățat-o adevărata semnificație a iubirii și i-a deschis "gustul pentru libertate". Yeonmi Park a părăsit Coreea de Nord în 2007, când avea 13 ani. Conform relatării sale publicate în The Telegraph în 2014, după ce tatăl ei „a mituit să scape din închisoare”, familia a început să-și planifice evadarea în China, dar sora mai mare, Eun-mi, fuge mai devreme în China fără să-i anunțe, forțându-i să-și grăbească evadarea de teama de a nu fi pedepsiți pentru evadarea lui Eunmi.

### China
În noaptea de 30 martie 2007, cu ajutorul unor călăuze nord-coreene, Yeonmi și mama ei au fugit din Coreea de Nord traversând râul înghețat Yalu și trei munți pentru a ajunge în China. Tatăl lui Yeonmi, grav bolnav, a rămas în Coreea de Nord, considerând că boala sa ar fi un impediment.  Apoi ele s-au îndreptat spre provincia Chineză Jilin. Au încercat fără succes să o găsească pe Eun-mi, sora cea mare iar în cele din urmă, au presupus că a murit.
În ianuarie 2008, în timp ce familia trăia ascunsă, Park tatăl moare, la vârsta de 45 de ani. Yeonmi și mama ei nu au fost în măsură să-l jelească deschis, temându-se că le-ar fi descoperit autoritățile chineze și i-au îngropat cenușa într-un munte din apropiere. "Nu a fost nici o înmormântare - spune Yeonmi în cartea sa. Nimic. Nici măcar atât nu puteam face pentru tatăl meu. Nici nu puteam suna pe nimeni să-i spun că tatăl meu a murit."

### În Mongolia
În februarie 2009, după ce au petrecut două zile într-un adăpost creștin din Qingdao, ea și mama ei au călătorit prin deșertul Gobi în Mongolia pentru a solicita azil Ambasadei Coreei de Sud.
Când au ajuns la granița mongolă, ofițerii vamali au oprit grupul de fugari din care făceau parte Yeonmi și mama ei și i-au amenințat că-i deportează înapoi în China. Yeonmi își amintește că, ea și mama ei hotărâseră de mai dinainte să se sinucidă în caz de repatriere, mama cu somnifere și Yeonmi cu un cuțit. "Am crezut că a fost sfârșitul vieții mele. Ne luam rămas bun una  de la cealaltă." Tentativele lor de sinucidere i-au convins pe paznici să le lase să treacă, dar au fost plasate sub arest și păstrate în custodie la centrul de detenție din Ulan Bator. Pe 1 aprilie 2009, au fost îmbarcate de delegați ai Ambasadei Coreei de Sud cu destinația Seul. 

### În Coreea De Sud

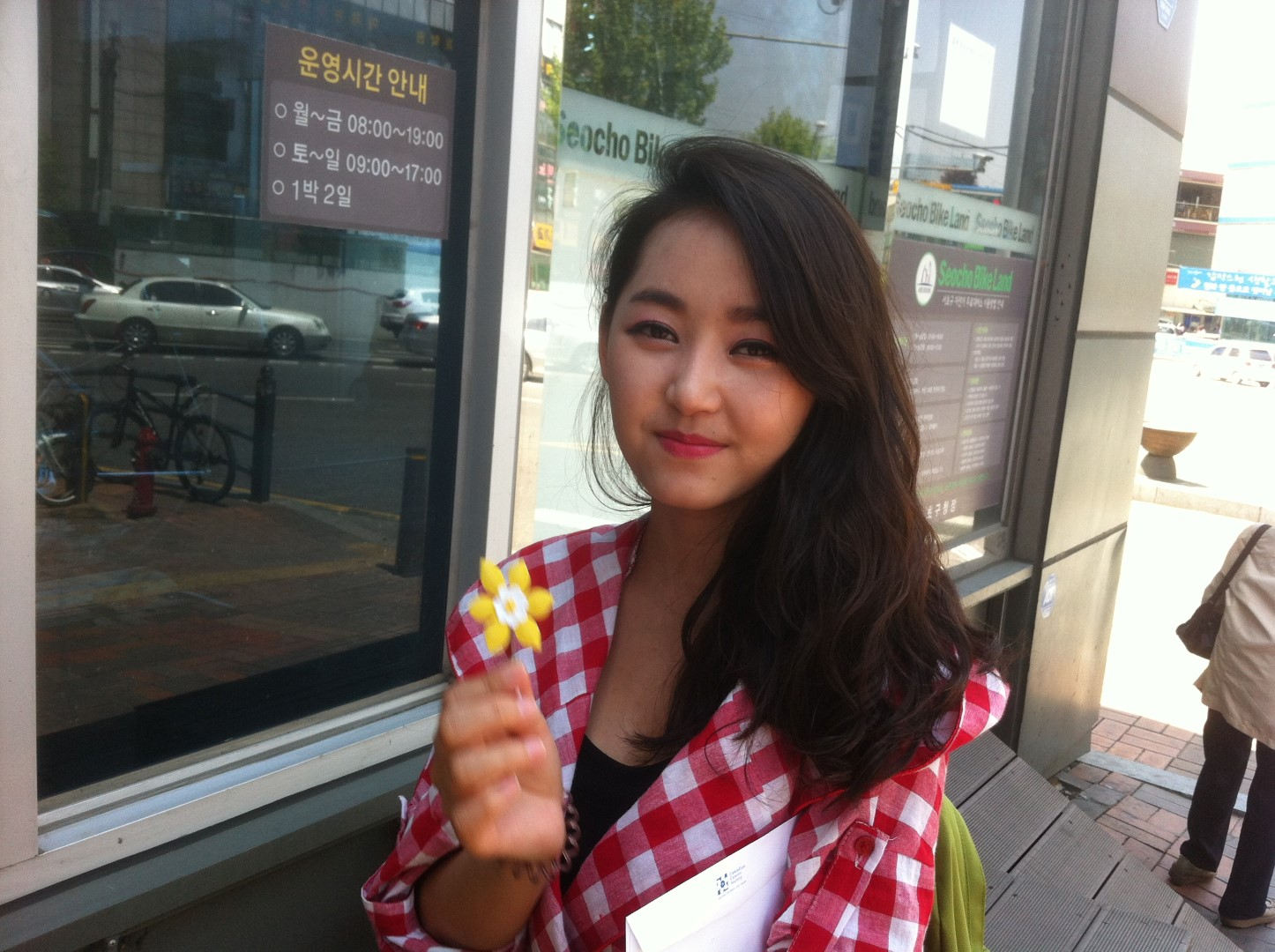
Yeonmi Park în Coreea de Sud

Yeonmi și mama ei au primit automat cetățenia sud-coreeană, la sosirea la Seul.  Deși au avut dificultăți de adaptare la noua lor viață în Coreea de Sud, au reușit să găsească locuri de muncă ca vânzătoare și chelneriță. După ce au urmat cursuri de formare la Centrul de Relocare Hanawon al Ministerului Unificării din Coreea de Sud, Park și mama ei s-au stabilit în Asan.  Deși a ajuns în Coreea de Sud doar cu o educație de clasa a doua, Park a obținut echivalentul liceului în 18 luni fiind admisă la Universitatea Dongguk din Seul.  În aprilie 2014, Serviciul de Informații din Coreea de Sud a informat-o pe Yeonmi că sora ei, Eunmi, a fugit și ea în Coreea de Sud, prin China și Thailanda. Yeonmi și mama ei s-au reunit în cele din urmă cu Eunmi.
În anul 2011, sub numele de Yeju Park, Yeonmi a participat la reality-show-ul „Acum pe drum să te cunosc”, difuzat pe postul de televiziune Canal A, emisiune concentrată pe reuniunea transfugilor nord-coreeni cu familiile lor. Această emisiune a însemnat lansarea carierei publice a lui Yeonmi Park. A participat apoi într-un spectacol de varietăți cu transfugi nord-coreeni tineri și atractivi, numiți „frumusețile transfugilor”. Potrivit academicianului media Richard Murray, abilitatea lui Park de a vorbi limba engleză, coroborată cu faptul că este o femeie tânără și atractivă, a contribuit la creșterea popularității sale în rândul jurnaliștilor. Park a fost supranumită „Paris Hilton a Coreei de Nord” datorită educației sale relativ privilegiate în Coreea de Nord în comparație cu colegele sale de platou, faptul că familia ei avusese acces la numeroase bunuri de lux. 
În 2014, BBC o include în lista celor 100 de femei.

### În SUA
În anul 2014, Yeonmi Park se mută în SUA, la New York, pentru a-și finaliza memoriile, primind cetățenia în anul 2021. În 2017 s-a căsătorit cu un american, Ezekiel, de care s-a despărțit în 2020, cu care a avut un fiu.
Și-a publicat prima carte de memorii, In Order to Live: A North Korean Girl's Journey to Freedom,  în 2015, în care descrie parcursul său de la evadare la învățământul superior. Cartea a fost tradusă în numeroase limbi, inclusiv în română. A urmat cursuri la Barnard College, fiind apoi acceptată, în 2016, la Școala de Studii Generale a Universității Columbia pe care o absolvă în 2020, axându-se pe studiul drepturilor omului.
În a doua carte de memorii, While Time Remains: A North Korean Defector's Search for Freedom in America, publicată în 2023, ea își exprimă dezamăgirea față de liberalismul american.

## Convingerile
Yeonmi Park și-a asumat rolul de susținător al refugiaților nord-coreeni, în aparițiile sa publice povestind despre viața precară a conaționalilor săi sub regimul dinastiei Kim. Yeonmi consideră că Kim Jong-un este un lider crud prin continuarea abuzării propriului său popor. "El este un criminal. El ucide oameni acolo. După ce a ajuns la putere, el a ucis 80 de persoane într-o singură zi pentru vizionarea unui film sau pentru citirea Bibliei. Acest tânăr este atât de crud. El a ordonat ca oamenii care încearcă să scape să fie împușcați". Mărturiile sale au fost criticate pentru inconsecvență, mulți remarcând neconcordanțe între declarații, autobiografie, mărturiile familiei.
Park consideră că există părți pozitive și negative pentru reunificarea Coreei de Nord cu Coreea de Sud,că nu există nici nordici, nici sudici în Coreea, ci doar coreeni. Ea a declarat că Jangmadang (piața neagră din Coreea de Nord) va transforma sau dezvolta societatea țării, oferind acces la mass-media și informații externe. Potrivit lui Park, „Dacă mă voi întoarce vreodată într-o Coreea de Nord reformată, voi fi încântată să-mi întâlnesc colegii în timp ce încercăm să aducem bogăție și libertate oamenilor care au fost forțați să trăiască în sărăcie de dinastia familiei Kim”. Ea se pronunță deschis împotriva turismului în Coreea de Nord, deoarece vizitatorii sunt încurajați să se încline în fața statuilor lui Kim Jong Il și Kim Il Sung, iar în felul acesta ajută propaganda regimului, permițându-se să fie portretizați ca și cum și ei îl iubesc și îl ascultă pe lider.
În ceea ce privește problemele sociale, ea este împotriva recunoașterii persoanelor transgender, susținând în a doua sa carte că Universitatea Columbia i-a spălat creierul uneia dintre colegele ei de clasă, făcând-o să creadă că este non-binară.  Park consideră că SUA este o „țară tolerantă” și a criticat-o pe luptătoarea afro-americană Gwen Berry pentru că a întors spatele drapelului în timpul intonării imnul național la Selecția Națională a SUA pentru Jocurile Olimpice de la Tokyo din 2020, în semn de protest împotriva nedreptăților rasiale și sociale.
În opinia lui Yeonmi Park, ideologiile politice de stânga sunt  dominante în societatea americană, Statele Unite sunt aproape de a deveni o „dictatură liberală” iar „«cultura anulării»/cancel culture în colegiile americane este „primul pas către plutoane de execuție în stil nord-coreean”, potrivit The Washington Post. Ea a spus despre experiența sa la universitate că „demonizau capitalismul, piețele libere și civilizația occidentală. Orice era alb era rău” și că discuțiile despre sex și gen în campusuri sunt „mai nebunești decât Coreea de Nord”.
De religie creștină, Yeonmi Park a atribuit succesul economic al Coreei de Sud adoptării creștinismului. Ea a spus: „Nu știu care este legătura, dar Coreea de Sud a devenit foarte binecuvântată când a îmbrățișat creștinismul”. Creștinismul este cea mai populară religie din Coreea de Sud, deși majoritatea sud-coreenilor se identifică ca fiind nereligioși.

## Publicații
- Park, Yeonmi. Vollers, Maryanne. In Order to Live: A North Korean Girl's Journey to Freedom. New York: Penguin Press, 2015. ISBN 978-0-698-40936-1. OCLC 921419691 / Park, Yeonmi  - Drumul către libertate - Autobiografia unei refugiate din Coreea de Nord - Editura Polirom, 2015. - ISBN 978-973-46-5670-7
- Park, Yeonmi. While Time Remains: A North Korean Defector's Search for Freedom in America. New York: Simon & Schuster, 2023

## Link-uri externe
- Park Yeonmi Park pe Facebook
- În timp ce au Privit (2015) un film documentar in care joacă Yeonmi Park Arhivat în 6 august 2018, la Wayback Machine.
- Parcul dDiscursul lui Yeonmi Park  la One Young World Conference
- Prelegere Ubben la Universitatea DePauw, octombrie 5, 2015